# 日本聖書福音教団
日本聖書福音教団(にほんせいしょふくいんきょうだん)は日本のスウェーデン系のプロテスタントの組織である。
1897年にフレデリック・フランソンは世界宣教のビジョンの元にストックホルムで超教派のスウェーデン蒙古伝道団を設立した。この伝道団は初期はモンゴル伝道をしていた。途中で1949年の中国の共産革命に伴い、モンゴルの政治情勢が変化し、モンゴルから引き上げ、日本に伝道地を変更した。
1950年9月に在日スウェーデン福音宣教団を設立した。1951年まで多数の宣教師が来日し、東京と北海道で伝道を開始した。東京と相模原と北海道南部に教会を形成した。1974年に日本人教職で自立し、日本聖書福音教団と名称を変更した。その後ルーツを同じくする日本同盟基督教団に合流した。